# George Caines
George Caines (1771 – 1825) è stato un avvocato statunitense.

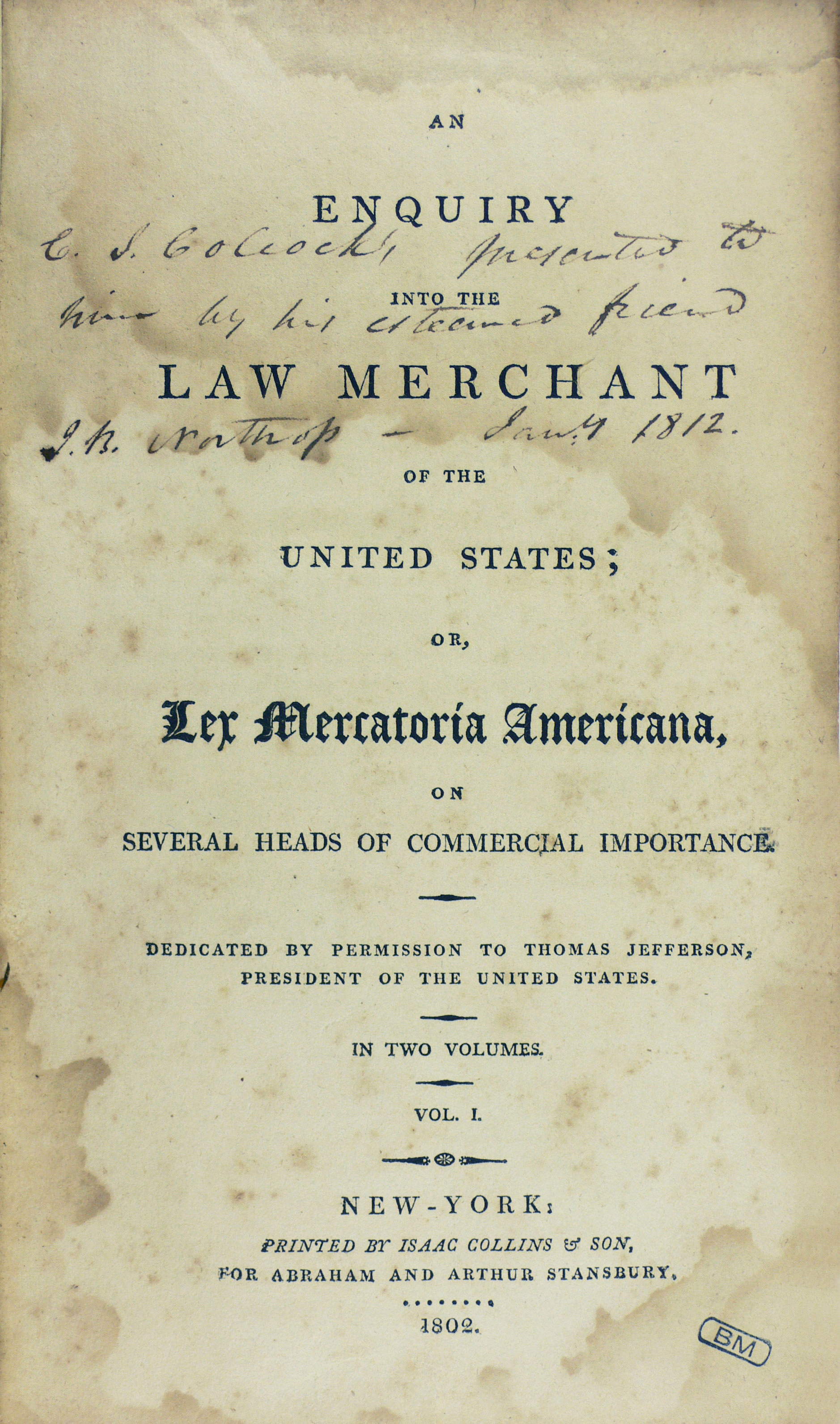
Lex mercatoria americana, 1802 (Fondazione Mansutti, Milano).

Dopo aver iniziato la carriera forense a New York, divenne il primo reporter ufficiale della Corte Suprema destinato alla compilazione dei registri dei casi, previsto dalla nuova normativa del 1804. I Law Reports sono registri utili nei paesi anglosassoni di common law per identificare le sentenze dei tribunali, secondo il sistema del case citation. L'autore pubblicò nel 1802 il testo Lex mercatoria americana, sul diritto commerciale negli Stati Uniti. Il trattato affronta per primo l'importanza della legge consuetudinaria nel commercio. Un secondo volume è rimasto solo in forma di progetto.